# Свято-Троицкий Анзерский скит
Свя́то-Тро́ицкий А́нзерский скит — один из скитов Соловецкого монастыря, основанный в начале XVII века его иноком, преподобным Елеазаром на Анзерском острове Соловецкого архипелага.

## История скита
В конце XVI века на острове Анзер существовало небольшое поселение солеваров и рыбаков, трудившихся на монастырских варницах и рыболовных тонях. Для их окормления в 1583 по распоряжению игумена Иакова на остров была перенесена, построенная ранее деревянная Николаевская церковь. По сохранившимся сведеньям, игумен предполагал основать на острове отдельный монастырь, но по неизвестным причинам ему было это запрещено грамотой царя Фёдор Иванович от 1596 года. Так как в начале XVII века варницы были закрыты, то к этому времени остров не имел постоянного населения и лишь периодически посещался рыбаками.

### XVII век

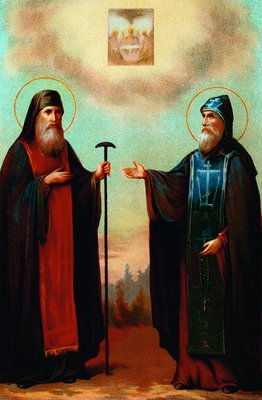
Иринарх Соловецкий и Елеазар Анзерский. Хромолитография. 1897 г.

В начале XVII столетия, видимо из-за ограниченного количества дров для солеварения, остров опустел и стал привлекать внимание любителей пустынножительства. Первым и самым известным из них стал соловецкий постриженник Елеазар.
Осенью 1612 года на Анзере у озера Круглого, по благословению игумена Иринарха, стремясь «имети житие пустынное», обосновался постриженник Соловецкого монастыря Елеазар. Живя на острове в уединении, Елеазар занимался изготовлением деревянной посуды, которую он ставил у пристани. Пользовавшиеся ей купцы и моряки, взамен оставляли преподобному хлеб и другие припасы. В Соловецком патерике упоминается, что в 1616 году Елеазар встретился на острове с иеромонахом Фирсом и принял от него пострижение в схиму. Когда рядом стали селиться другие монахи, искавшие уединённой жизни, соловецкий подвижник переселился на другое место, недалеко от Троицкой губы, радом с обветшавшей церковью во имя Николая Чудотворца.
В 1620 году патриарх Филарет, извещённый о существовании на острове Анзер отшельнической общины, выдал грамоту на основание скита и строительство деревянной церкви с двумя престолами: в честь Живоначальной Троицы и «государева царева ангела» — Михаила Малеина. Для освящённой в 1621 церкви царь Михаил Фёдорович пожертвовал утварь и определил монахам «ружное жалование» — «по 3 четверти ржаной муки в год, по осмине солоду ячменного и по осмине овса» и по 1 рублю 50 копеек каждому. Место размещения скита было выбрано самим игуменом Иринархом не случайно: однажды монастырские трудники, ловившие рыбу, увидели здесь знамение — «столп огнен, до небес восходящ».
Первым строителем обители был назначен иеромонах Варлаам, с 1624 года скитом руководит преподобный Елиазар. Для насельников им был введён устав по образцу «древних отец скитских, еже комуждо особь келия, и пища, и молчание». Одним из образцов для него послужил «Устав скитской жизни» преподобного Нила Сорского. Все монахи Анзеровского скита имели отдельные кельи, располагавшиеся на расстоянии одной версты друг от друга, и собирались в церкви только в дни больших праздников и воскресные богослужения. Помимо обычных правил, каждый монах ежедневно читал каноны Иисусу Сладчайшему, Божией Матери, Ангелу-хранителю, Акафист, 4 кафизмы из Псалтири, 600 молитв Иисусовых, клал 300 земных поклонов. В отличие от правил установленных Нилом Сорским, в обители разрешалось пострижение в монахи, принималась любая милостыня. По указу царя, летом 1633 года, скит получил независимость от Соловецкой обители, став самостоятельным монастырём. Братии разрешалось выбирать строителя из своей среды.

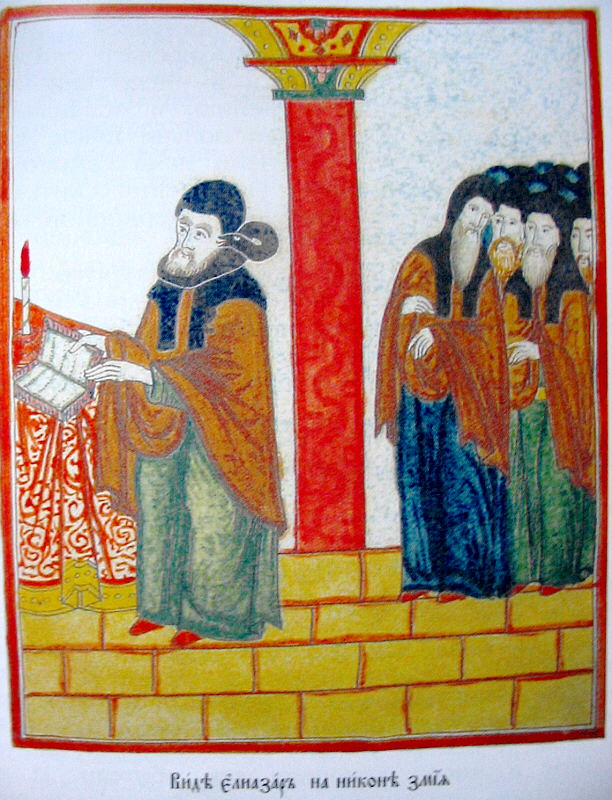
Видение Елеазаром Анзерским на Никоне змия. Старообрядческий лубок. XIX век.

В Анзерском монастыре в 1635 году принял постриг и был насельником до 1639 года Никита Минов, впоследствии — патриарх Никон. Несмотря на случившийся у него конфликт с Елеазаром Анзерским, приведший к бегству будущего патриарха в Кожеозерский монастырь, Никон в дальнейшем покровительствовал монастырю, в том числе исходатайствовав в 1655 году у царя увеличение жалования монахам и дополнительный ежегодный отпуск различных припасов для обители.
Во время Соловецкого восстания 1668—1676 годов Анзерский монастырь снабжал восставший Соловецкую обитель продовольствием. В июне 1674 года анзерские старцы Авраамий и Александр с иеродиаконом Питиримом совершили последнюю попытку урегулировать конфликт мирным путём, выступив посредниками в переговорах воеводы И. А. Мещеринова с затворившимися в Соловецком кремле восставшими. После поражения восстания Анзер подвергся разорению, братия покинула остров. В 1682 году по распоряжению холмогорского епископа Афанасия Анзерский монастырь утратил самостоятельность, был снова обращён в скит и приписан к Соловецкой обители.

### XVIII век

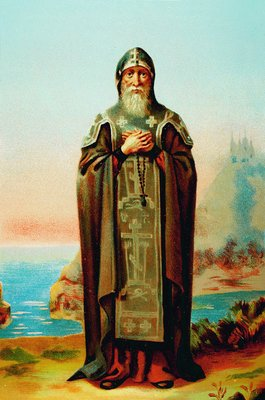
Преподобный Иов Анзерский. Хромолитография. 1897 год.

Новый виток в духовном и материальном развитии Анзеровского скита произошёл начиная с 1706 года, когда в него, по благословению соловецкого архимандрита Фирса, был назначен новый строитель — монах Иов (в схиме — Иисус Анзерский). Под его началом был возрождён скитский устав, проведён ремонт старых строений, восстановлена библиотека пустыни.
В 1729—1730 годах в скиту была построена новая деревянная церковь во имя Зосимы и Савватия Соловецких в которую из старого Троицкого храма были перенесены приделы Михаила Малеина и иконы Божией Матери «Знамение». В 1740—1743 (при скитостроителе Глебе) на месте разобранной обветшавшей Троицкой церкви приезжими мастерами Ф. Ивановым и Я. Прокофьевым был построен новый каменный храм.

### XIX век
В 1803 к храму был пристроен каменный двухэтажный братский корпус с колокольней над ним, в 1843 году — новый просторный жилой корпус. В 1829—1837 построены двухэтажный деревянный корпус для трудников и паломников, валунная баня и другие хозяйственные постройки. Несколько позднее над каналом была возведена деревянная часовня в честь иконы Пресвятой Богородицы «Знамение». В 1880—1884 годах Троицкая церковь была вновь перестроена по проекту архангельского архитектора Г. Введенского, приняв свой окончательный современный вид.

### XX век
После закрытия Соловецкой обители в 1924 году на Анзере было организовано IV отделение Соловецкого лагеря особого назначения. Троицкий скит стал административным центром Анзерского отделения. Здесь содержались политзаключенные, женщины с грудными детьми, православное и католическое духовенство. В 1929—1931 годах в келейном корпусе скита находились в заключении инокини разных монастырей. В 1939 году Соловецкая тюрьма ОГПУ была упразднена, скит был заброшен.

## Современное состояние

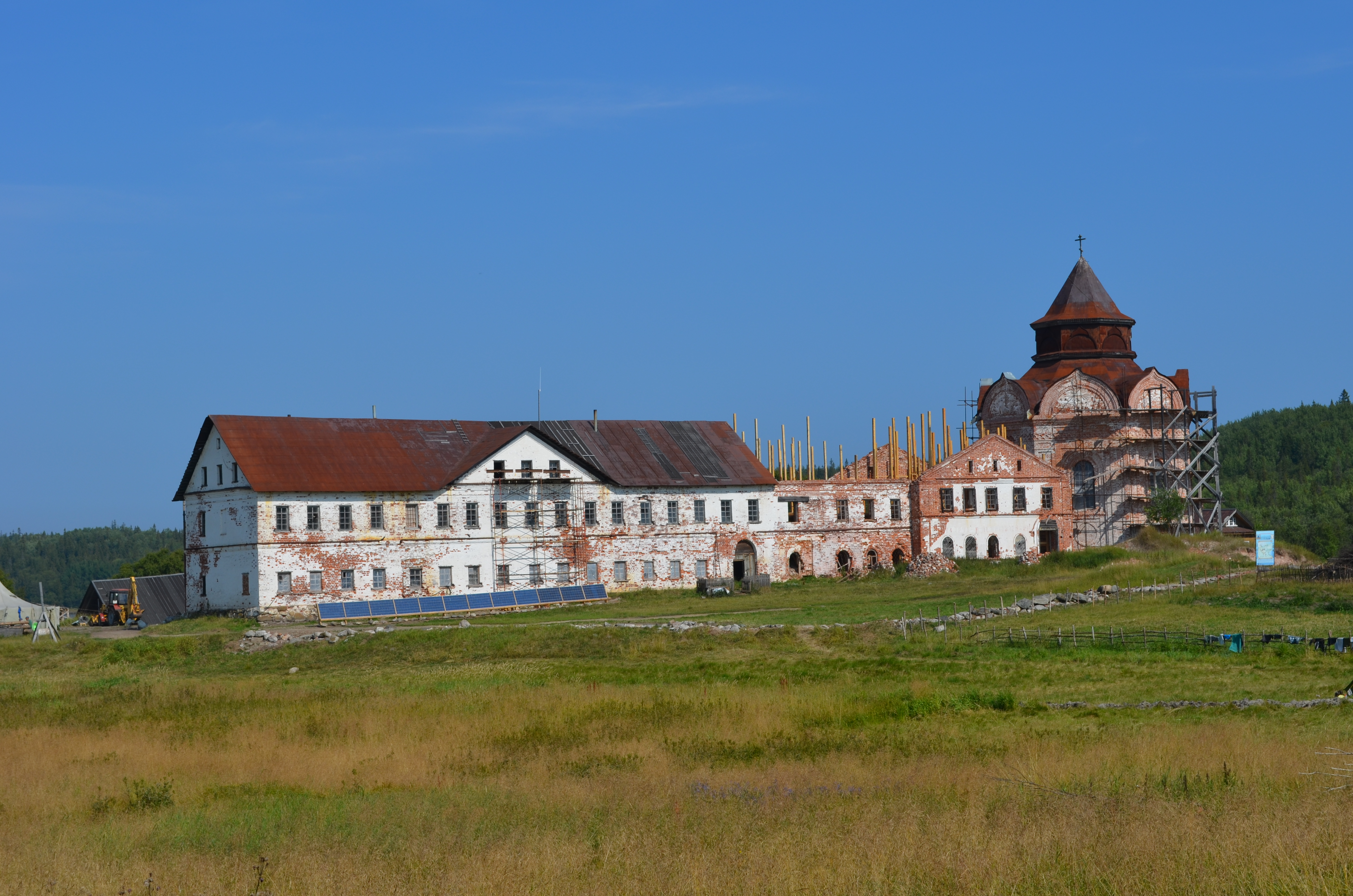
Реставрация зданий Анзерского скита. 2013 год.

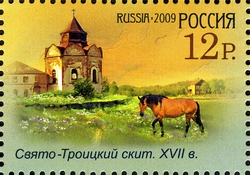
Свято-Троицкий скит на Российской почтовой марке. 2009 год.

После возобновления обители с 2001 года в Свято-Троицком скиту стали совершаться регулярные богослужения. В 2007—2009 годах в скиту активно велись противоаварийные и реставрационные работы. В 2009 году воссоздана часовня в честь иконы Пресвятой Богородицы «Знамение» над каналом. Назначен скитоначальником о. Георгий (Курдогло). С этого момента ведётся активная работа по восстановлению исторических объектов скита: млечного дома, квасоваренного сарая, братского корпуса и храма. Закончено восстановление валунной бани.